# Takumar

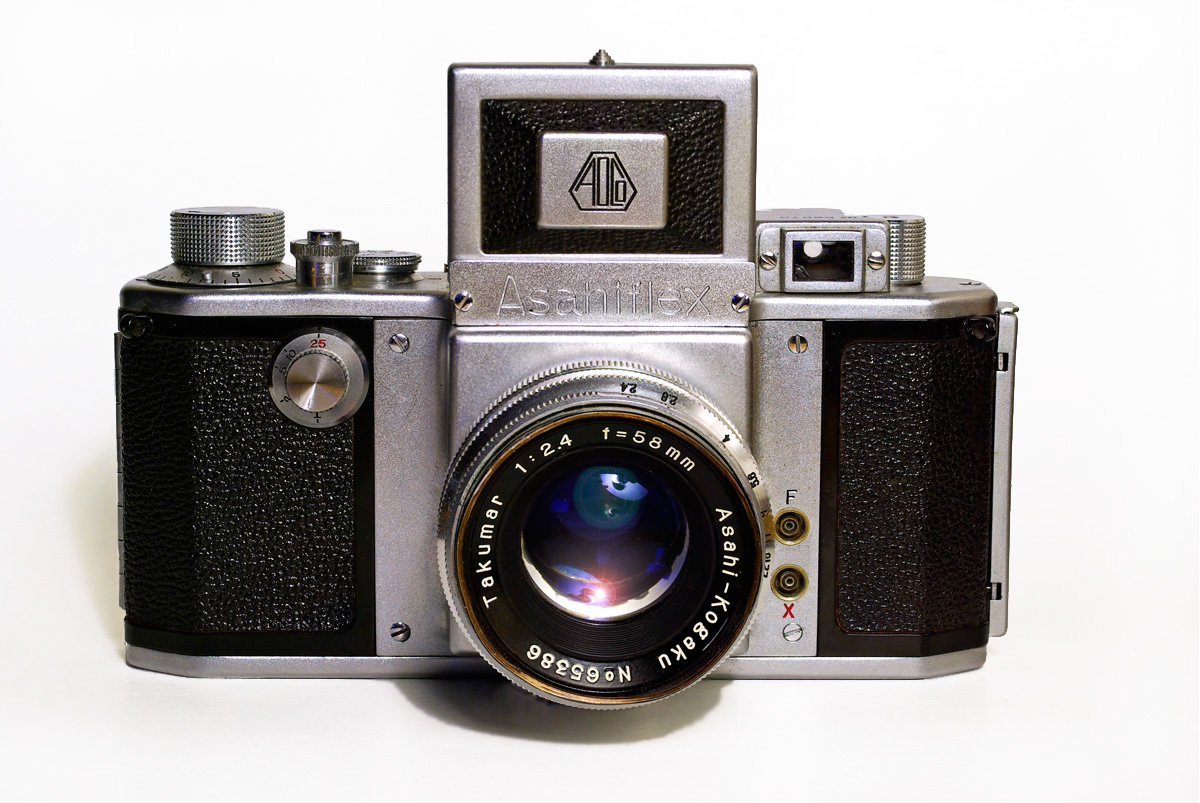
Takumar, 55mm an Asahiflex IIB von 1955

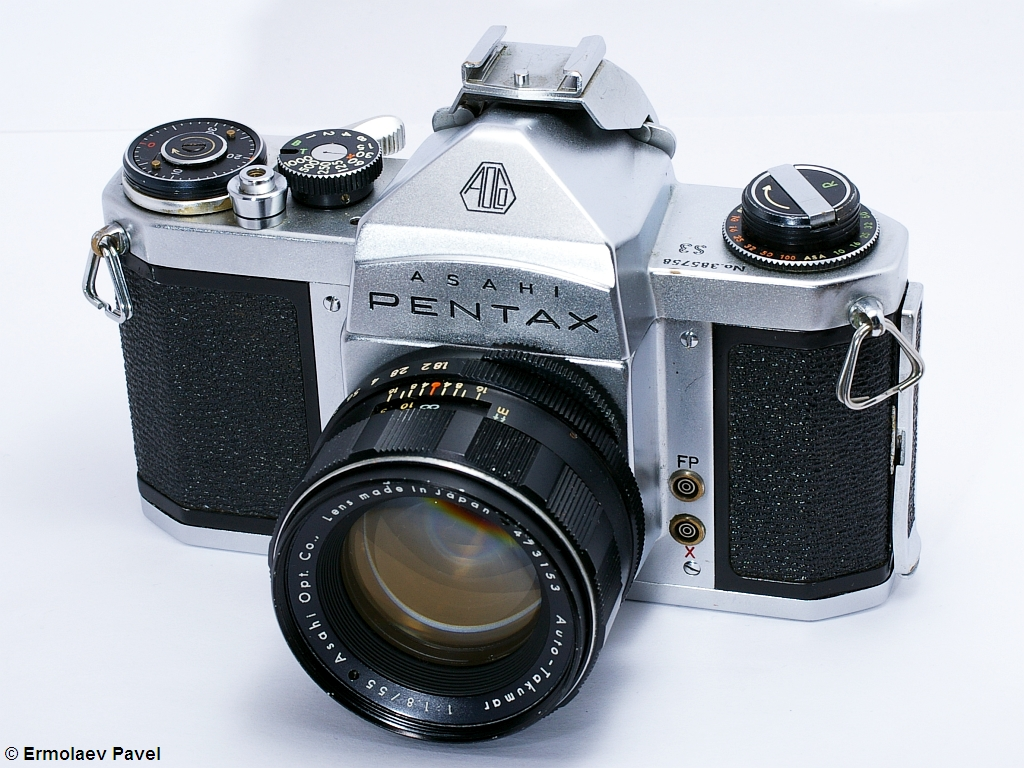
Auto Takumar an Pentax S3

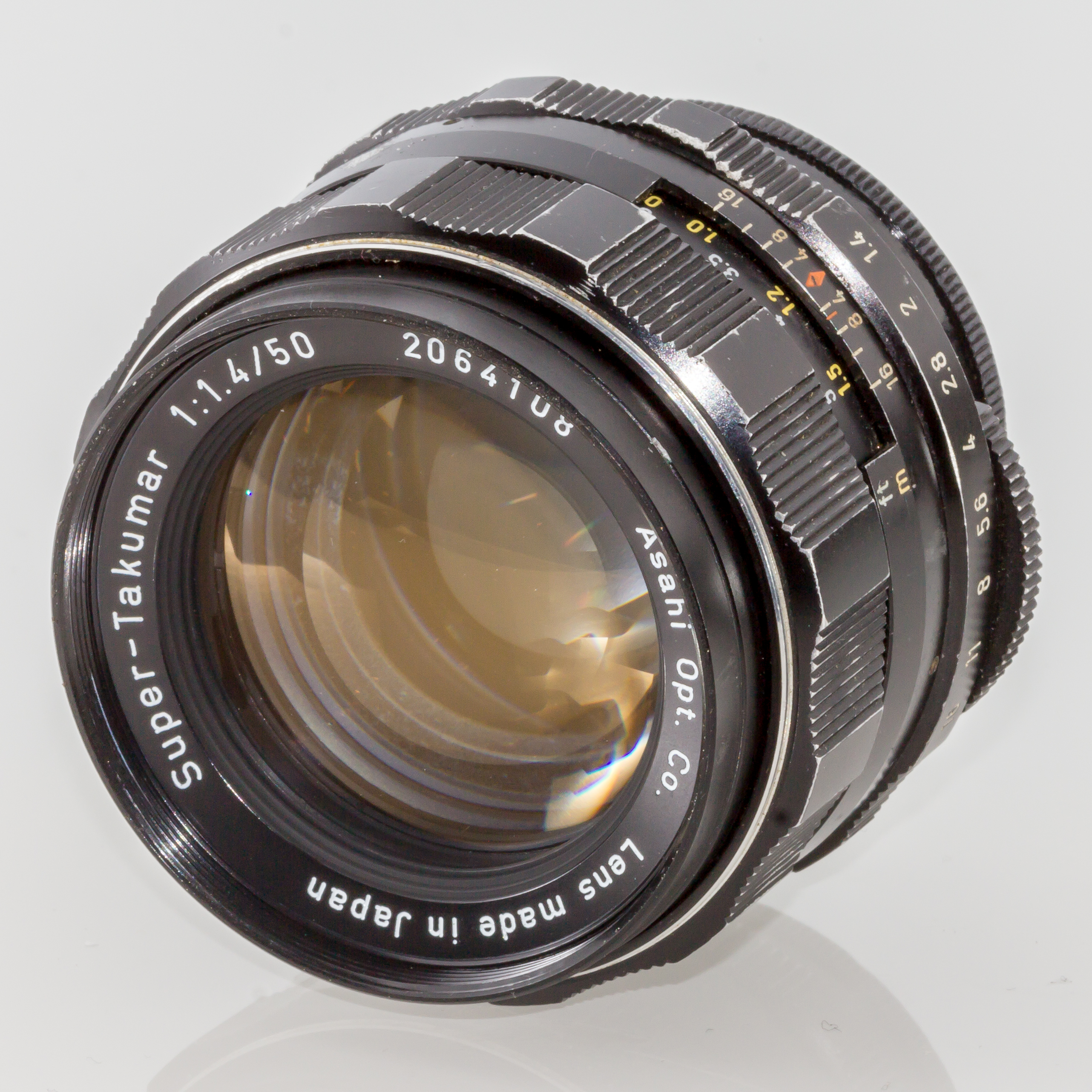
Super-Takumar 50mm F1.4 mit M42-Anschluss

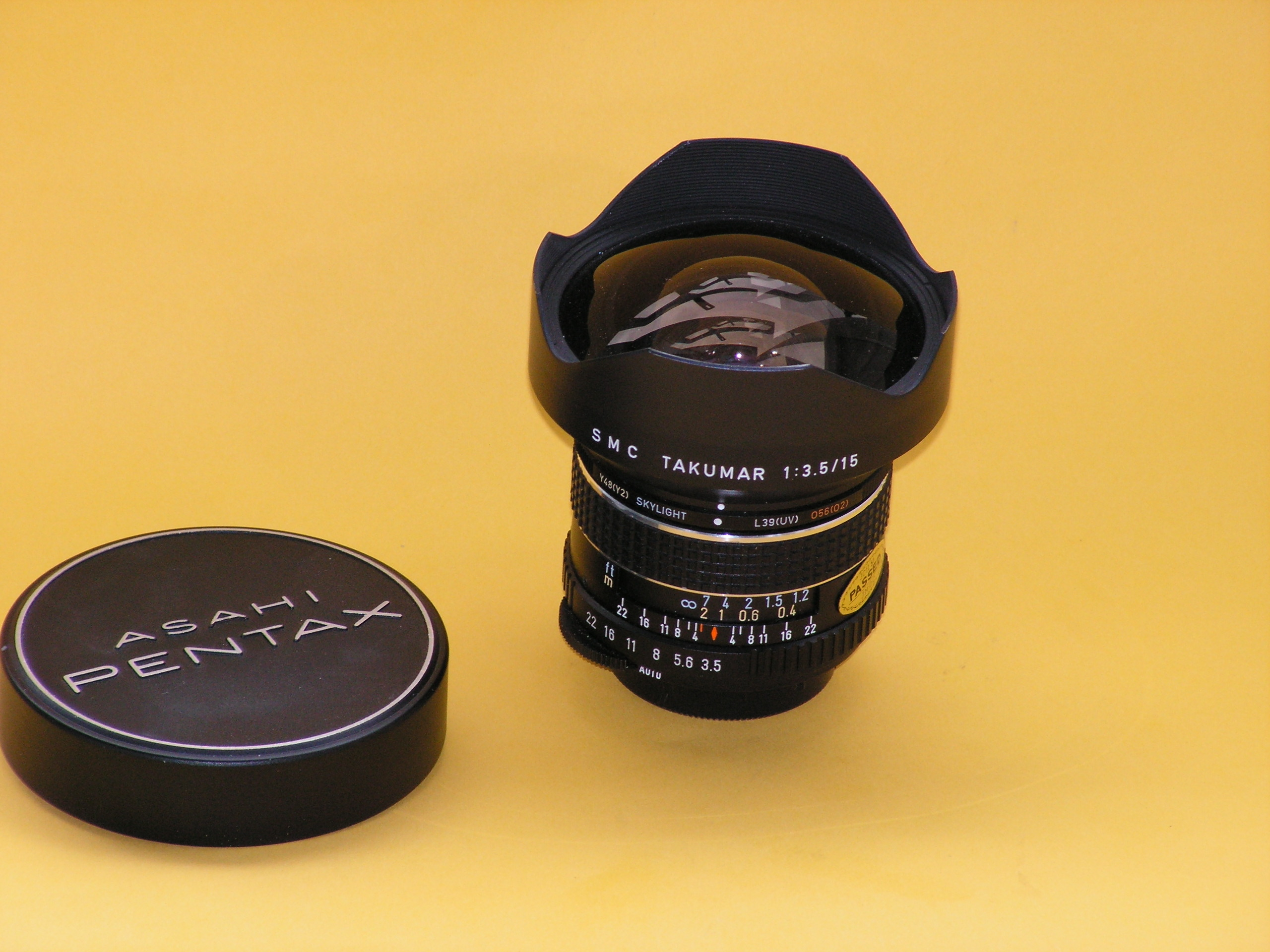
SMC Takumar 15mm Superweitwinkel

Takumar ist die Bezeichnung und der Markenname für Objektive der Asahi Optical Company, heute Ricoh. Der Name leitet sich ab von dem Maler Takuma Kajiwara, Bruder von Kumao Kajiwara, der die Firma im November 1919 gegründet hatte. Der Name wurde von 1952 bis 1975 verwendet, als Asahi von dem M42-Anschluss auf die Bajonettfassung Pentax K (K-Mount) umstellte. Die K-Mount-Objektive wurden dann SMC Pentax genannt. SMC steht für Super Multi Coated (super mehrfach beschichtet). Pentax hat den Namen Takumar in den 1980er und 1990er Jahren für eine preiswerte Serie von Objektiven wiederbelebt denen die Pentax Super Multi-Coating Antireflexbeschichtung fehlte.

## Geschichte
1952 wurden die ersten, nicht standardisierten Takumar Objektive für die Asahiflex Kamera mit etwas mehr als 40mm (Praktiflex) aber kleiner als 42mm (Contax, Pentacon) Schraubfassungen gebaut. Ab 1957 wurden die Takumar Objektive mit M42-Standardfassungen gebaut, die auch auf Kameras anderer Hersteller Verwendung fanden.
- Auto Takumar Objektive verfügen über eine automatische Belichtungsauslösung. 1958 folgten die
- Super Takumar Objektive mit einer Umschaltmöglichkeit. 1971 erfolgte die Einführung des
- Super Multi Coated Takumar (SMC Takumar) die bis 1975 gebaut wurden. Für die Schweizer Kamera Alpa wurde kurze Zeit das
- Alpa Takumar produziert.